# Северные суда
Се́верные суда́ — класс малых одномачтовых парусно-гребных судов, использовавшихся в составе Балтийского флота Российской империи в конце XVIII и начале XIX веков для транспортировки войск и буксировки других судов в шхерах. По размеру такие суда занимали промежуточное положение между ботами и барказами. Строились на Городской верфи Санкт-Петербурга.

## Описание конструкции
Все северные суда строились по одному проекту, типа «Номерное». Суда имели по 8 банок и по одной мачте, их длина составляла 10,4 метра, ширина — 3 метра, а осадка 1,2 метра. Экипаж северных судов состоял из 17 человек и во время русско-шведской войны 1788—1790 годов на них устанавливалось артиллерийской вооружение, состоявшее из 16 однофунтовых фальконетов, которые однако после окончания войны были сняты.

## Список судов
Всего было построено 11 однотипных судов, десять из которых принимали участие в русско-шведской войне 1788—1790 годов. Все суда вступили в строй с номерами от 1 до 10, однако в 1788 году три из них получили имена собственные.
| Наименование     | Ввод | Вывод | История службы | Прим.       |
| ---------------- | ---- | ----- | --- | ----------- |
| № 1              | 1777 | 1792  | Сведений о плаваниях не сохранилось. По окончании службы было разобрано в Санкт-Петербурге.                                                                 | [ 1 ] [ 2 ] |
| № 1              | 1780 | 1803  | Принимало участие в русско-шведской войне 1788—1790 годов. С 1792 по 1802 год несло брандвахтенную службу в Роченсальме, где впоследствии и было разобрано. | [ 1 ] [ 2 ] |
| № 2              | 1780 | 1801  | Принимало участие в русско-шведской войне 1788—1790 годов. По окончании службы было разобрано в Роченсальме.                                                | [ 1 ] [ 2 ] |
| № 3 Сердитое     | 1780 | 1807  | Принимало участие в русско-шведской войне 1788—1790 годов. По окончании службы было разобрано.                                                              | [ 1 ] [ 2 ] |
| № 4 Бурное       | 1780 | 1801  | Принимали участие в русско-шведской войне 1788—1790 годов. По окончании службы были разобраны в Роченсальме.                                                | [ 1 ] [ 2 ] |
| № 5 Неприступное | 1780 | 1801  | Принимали участие в русско-шведской войне 1788—1790 годов. По окончании службы были разобраны в Роченсальме.                                                | [ 1 ] [ 2 ] |
| № 6              | 1780 | 1801  | Принимали участие в русско-шведской войне 1788—1790 годов. По окончании службы были разобраны в Роченсальме.                                                | [ 1 ] [ 2 ] |
| № 7              | 1780 | 1801  | Принимали участие в русско-шведской войне 1788—1790 годов. По окончании службы были разобраны в Роченсальме.                                                | [ 1 ] [ 2 ] |
| № 8              | 1788 | н/д   | Принимало участие в русско-шведской войне 1788—1790 годов. Сведений о времени и подробностях окончания службы судна не сохранилось.                         | [ 1 ] [ 2 ] |
| № 9              | 1780 | 1801  | Принимали участие в русско-шведской войне 1788—1790 годов. По окончании службы были разобраны в Роченсальме.                                                | [ 1 ] [ 2 ] |
| № 10             | 1780 | 1801  | Принимали участие в русско-шведской войне 1788—1790 годов. По окончании службы были разобраны в Роченсальме.                                                | [ 1 ] [ 2 ] |

## Командиры судов
Сведения о командирах сохранились только в части северного судна № 1 1780 года постройки. В разное время этим судном командовали:
- Г. Е. Мистров (1792) год;
- А. Ф. Изыльметьев (Клементьев) (1797—1798 годы);
- А. П. Коробов (1800—1801 годы);
- Н. Я. Фролов (1802 год).

### Комментарии
1. ↑  16 пар вёсел.
2. ↑  34 фута.
3. ↑  9 футов 10 дюймов.
4. ↑  3 фута 10 дюймов.
5. ↑  Два судна носили № 1.
6. ↑  По другим данным в 1788 году.